# Хайнрих Льовенфелд
Хайнрих Льовенфелд (на немски: Heinrich Löwenfeld) е германски психоаналитик.

## Биография
Роден е през 1900 година в Берлин, Германия. Льовенфелд израства в богато семейство, чийто глава Рафаел Льовенфелд издава събраните томове на Толстой. Баща му умира, когато той е още млад. Хайнрих учи в гимназия в родния си град, а след това и история на изкуството. Мобилизиран е през Първата световна война, но се разболява от туберкулоза и не заминава на фронта.
Той е главен лекар на болницата „Шарите“ в Берлин от 1929 г. Оженва се там за своята колежка Йела Льовенфелд (1902 – 1988),
Интересът му към неврологията и психиатрията постепенно го води към психоанализата и той започва да учи в Берлинския психоаналитичен институт. След идването на нацистите на власт се опитва да се адаптира към условията, като членува в политически организации.
Виждайки неуспеха на действията си, емигрира заедно с жена си Йела и сина им Рафаел към Франция и Швейцария, после се установява в Прага, Чехословакия. Там влиза във фройдо-марксистката група на Ото Фенихел. Емигрират към САЩ през 1938 г., като се установяват в Ню Йорк, където работят с жена си като лекари.
Умира през 1985 година в САЩ на 85-годишна възраст.